# タネスィ・マアマウ
タネスィ・マアマウ（キリバス語: Taneti Maamau, 1960年9月16日 - ）は、キリバスの政治家。2016年3月11日に大統領に就任した。テブロロ・シト内閣で金融大臣を歴任した。

## 概要
2016年キリバス大統領選挙においてトブワーン・キリバス党（TKP）の新人候補として支持された野党唯一の候補であった。2015年12月にオノトア選挙区選出の国会議員に再選されたアノテ・トン前大統領の前任者であるテブロロ・シト元大統領からの支持を受けた。
2020年1月4日-1月11日のスケジュールで中華人民共和国を訪問。習近平国家主席と会談し、2019年9月に行われた台湾との断交を称賛された。また、中国主導の一帯一路経済圏で連携する文書に署名した。同年6月22日執行の大統領選挙では26,053票を獲得し再選され、野党候補で親台湾派のバヌエラ・ベリナは17,866票にとどまった。
2024年8月15日に執行された総選挙の第1回目投票ではオノトア選挙区にて得票率83％で当選し、これはマアマウの親中路線が事実上信任されたとも受け止められた。同年10月25日に執行された大統領選挙では約55％を得票し、約42％にとどまったカオティアケ・ココリアを下し再選された。

## 脚註
1. ↑  日本国外務省によるカナ表記はターネス・マーマウ。例えば、日・キリバス首脳会談 ｜ 外務省など。
2. ↑  “Taneti Maamau declared new president of Kiribati - Fiji Times Online”. Fijitimes.com. 2016年3月13日閲覧。
3. ↑  “Kiribati: un nouveau président élu à la place d'un champion de la cause climatique”. Tahiti-infos.com. 2016年3月13日閲覧。
4. ↑  “Pacific Islands News Association : PACNEWS - News reader”. Pina.com.fj. 2016年3月13日閲覧。
5. ↑  “Three in the running for Kiribati presidential election | Dateline Pacific, 6:05 am on 10 February 2016 | Radio New Zealand”. Radionz.co.nz (2016年2月10日). 2016年3月13日閲覧。
6. ↑  “Maneaba Ni Maungatabu” (PDF). Parliament.gov.ki. 2016年10月19日時点のオリジナルよりアーカイブ。2016年3月13日閲覧。
7. ↑  “キリバス大統領を厚遇、中国・習主席”.   日本経済新聞 (2019年1月6日). 2020年1月6日閲覧。
8. ↑  “Boost for Beijing: pro-China president wins re-election in Kiribati”. The Guardian. ガーディアン. (2020年6月23日) 2020年6月23日閲覧。
9. ↑  “Kiribati poll results show pro-China leader retains parliamentary seat”. AFPBB News. フランス通信社. (2024年8月15日) 2024年8月16日閲覧。
10. ↑  “Kiribati president secures 3rd term as China, US vie for Pacific leverage”. ボイス・オブ・アメリカ. (2024年10月26日) 2024年10月27日閲覧。

| 公職              | 公職                                      | 公職 |
| ----------------- | ----------------------------------------- | ---- |
| 先代 アノテ・トン | キリバス共和国大統領 第5代：2016年 - 現職 | 現職 |